# Hollywood Undead
Hollywood Undead je američki rep rok bend iz Los Anđelesa, Kalifornija, osnovan 2005. godine. Svi članovi benda koriste pseudonime i nose jedinstvene maske, koje su većinski bazirane na dizajnu golmanske maske u hokeju. Karakteristika vezana za ovaj muzički sastav je to što prilikom objavljivanja novog albuma, kreiraju nove maske. Svaka maska je dizajnirana na poseban način. Logo benda je golubica koja nosi granatu. Golubica simbolizuje mir, a granata simbolizuje rat, što predstavlja ironičnu kombinaciju. Trenutno, članovi benda su Čarli Sin, Deni, Fani Men, Džej-Dog i Džoni 3 Tirs. Izdali su prvi studijski album „Swan Songs” 2. septembra 2008. godine i prvi CD/DVD „Desperate Measures” 10. novembra 2009. Drugi studijski album „” je objavljen 5. aprila 2011. godine. Njihov treći studijski album pod nazivom „” je objavljen 8. januara 2013. godine. Četvrti studijski album „” je objavljen 31. marta 2015. godine. Peti album ima naziv „Five” (ili rimsko V) i objavljen je 27. oktobra 2017. godine. Prvi singl sa albuma pod nazivom „California Dreaming” je bio dostupan od 24. jula 2017.

## Istorija

### Osnivanje i(2005—2009)
Bend je osnovan 3. juna 2005. godine sa nazivom   iz pesme „Hollywood" koju su Džorel Deker (Džej-Dog), Eron Erlihmen (Djus) i Džefri Filips (Šejdi Džef) objavili na Majspejs profil benda zarad pozitivnih kritika. To je vodilo ka formiranju grupe Hollywood Undead sa njihovim prijateljima Džordžom Reganom (Džoni 3 Tirs, ranije poznat kao „Server”), Džordonom Terelom (Čarli Sin), Dilanom Alvarezom (Fani Men) i Metjuom Busekom (Da Krlz). U intervjuu za Šejv magazin, Džej-Dog je objasnio da su članovi benda bili svi u sobi koji su u tom trenutku svirali instrument. Filips je kasnije napustio grupu zbog konflikta sa Erlihmenom.
Bend je izdvojio samo godinu dana za rad na prvom albumu „Swan Songs”. Naredne dve godine su proveli tražeći izdavačku kuću koja nije imala nameru da cenzuriše album. Prvo su potpisali ugovor sa MySpace Records 2005. godine, ali su raskinuli ugovor nakon što su pokušali da im cenzurišu prvi album. Zatim su potpisali ugovor sa A&M/Octone Records i prvi album je bio objavljen 2. septembra 2008. godine i u prvoj nedelji plasirao se na 22. mesto na Bilbordovoj listi, prodajući 21.000 kopija; kasnije je izdat u Ujedinjenom Kraljevstvu 18. maja 2008. sa dve dodatne numere. Aprila 2009, bend je učestvovao na turneji pod nazivom Sonny and the Blood Monkeys sa Skrileksom, američkim izvođačem elektronske muzike. 23. juna 2009.godine, bend je objavio „Swan Songs B-Sides” prošireno izdanje albuma na Ajtjuns platformi.
Bend je objavio set CD/DVD pod nazivom „Desperate Measures” 10. novembra 2009.godine. Set uključuje CD sa šest pesama koje prethodno nisu bile izdate, od kojih su tri obrade pesama i šest uživo snimljenih pesama iz albuma „Swan Songs” i DVD kompletnog izvođenja uživo. Decembra 2009, bend je proglašen za najbolje rok rep umetnike na dodeli Rock on Request nagrada. U prvoj nedelji izdavanja, „Desperate Measures” su se plasirale na 29. mesto Bilbordove liste 200 albuma. Takođe su dostigli 10. mesto na Bilbordovoj listi rok albuma, 8. mesto na listi alternativnih albuma, 5. mesto na listi hard rok pesama i 15. mesto na listi digitalnih albuma.

### Djusov odlazak i(2010)
```
Početkom 2010, bend je objavio da je pevač Djus napusti bend zbog kreativnih razloga. Regan i Busek su kasnije izjavili da su razlozi napuštanja bili Djusovo preuzimanje zasluga za pisanje pesama i odbijanje da ide na turneju.
[
18
]
 Deker i Teler su takođe tvrdili da se desila rasprava među članovima zbog Djusove potrebe da povede ličnog asistenta na turneju.
[
19
]
[
20
]
 Bend je ponudio Djusovo mesto Danijelu Murilju, starom prijatelju i vodećem pevaču benda 
Lorin Drajv
.
[
21
]
 Muriljo je u to vreme napredovao u devetoj sezoni takmičenja 
Američki idol
, ali je odlučio da odustane od njega i priključi se bendu.
[
22
]
```

Bend je počeo da piše materijal za drugi studijski album „”  sredinom 2010. godine sa nadom da će ga izdati krajem godine.
Bend je učestvovao na turneji „Nightmare After Christmas" sa Avenged Sevenfold i Stone Sour radi podrške albuma. Prvi singl „” je objavljen u decembru 2010. Singl je dostigao deveto mesto na Bilbordovoj Heatseeker Songs listi, 24. mesto Bilbordovoj listi rok pesama i 20. mesto na listi alternativnih pesama. 21. januara su izdali novu pesmu „Comin' in Hot” dostupnu za besplatno preuzimanje i objavili su zvanični datum izdavanja albuma 8. marta 2011. Međutim, 22. februara 2011. je objavljeno da će album ipak biti izdat kasnije u aprilu. 6. februara 2011. bend je izdao drugu pesmu pod nazivom „Been to Hell”, dostupnu za besplatno preuzimanje.
„American Tragedy" album je bio uspešniji od prvog albuma „Swan Songs”, prodavši 66.915 primeraka u prvoj nedelji i dostignuvši 4. mesto na Bilbordovoj listi 200 albuma. Plasirao se na 2. mesto na mnogim drugim listama, kao i prvo mesto na Bilbordovoj listi najboljih hard rok albuma. Album je bio uspešan u drugim zemljama, dostignuvši 5. mesto u Kanadi i 43. mesto u Ujedinjenom Kraljevstvu. Da bi nastavili da promovišu album, bend je započeo Revolt turneju na kojoj su učestvovali 10 Years, Drive A i New Medicine. Turneja je trajala od 6. aprila do 27. maja 2011. Nakon turneje, bend je održao par nastupa u Evropi, Kanadi i Australiji. Nakon toga su održali Endless Summer turneju sa All That Remains i Hyro da Hero od 18. jula do 7. avgusta.
Bend je u avgustu 2011. objavio da će realizovati remiks album pod nazivom „American Tragedy Redux” koji će da sadrži i profesionalne i remikse obožavatelja koji su pobedili na takmičenju u snimanju remiksa. Izdat je 21. novembra 2011. Istog meseca, bend je održao turneju World War III sa Asking Alexandria, We Came As Romans, Borgore i D.R.U.G.S. Nakon turneje, pridružio im se ponovo Avenged Sevenfold na Buried Alive turneji sa Black Veil Brides i Asking Alexandria koja se održala od 11. novembra do 14. decembra.

### (2012—2013)
Rad na trećem studijskom albumu je počeo krajem novembra 2011. Tokom Buried Alive turneje, pisali su i snimali demo, a nakon nje su započeli snimanje u studiju. Cilj im je bio da obnove stil sa prvog albuma „Swan Songs” i da im izdavačka kuća da potpunu kontrolu nad kreativnošću. Takođe su tvrdili da se nadaju većem broju kolaboracija na novom albumu.
Artistdirect je izjavio da je novi album ovog benda jedan od najiščekivanijih albuma 2012. godine zajedno sa bendovima kao što su Linkin Park, Metalika i Blek Sabat. Bend je otkrio da će se Grifin Bojs i Deni Loner vratiti kao producenti albuma. Otkrili su i da će opet nadograditi svoje maske kao što su učinili pre izdavanja prethodnog albuma.
Dana 19. oktobra, izdali su pesmu „Dead Bite” uz besplatno preuzimanje, zajedno sa videom sa tekstom pesme i najavom predstojećeg prvog singla sa albuma. 29. oktobra, izdat je singl „We Are”. 10. decembra, bend je izdao zvanični muzički video za „We Are” na svom Vevo nalogu na Jutjubu. Zasluge za video su pripadale članu benda Slipnot, Šonu Krahanu poznatijeg kao „Clown”.
Album je izdat u januaru 2013. godine i prodat je u preko 53.000 kopija u prvoj nedelji plasirajući se na drugo mesto na Bilbord listi 200 albuma i prvo mesto na listi kanadskih top albuma, čineći ga albumom koji je dostigao najviše pozicije na listama u njihovoj karijeri.

### (2014—2015)
```
12.aprila 2014.godine, Džoni 3 Tirs je objavio sliku na 
Instagramu
 otkrivajući planove benda da izdaju novi album na leto.
[
38
]
 17. oktobra, na zvaničnom jutjub kanalu benda je objavljen 
audio video
 sa pesmom novog albuma pod nazivom 
„
”
, ali je ubrzo bio uklonjen. 21. oktobra je pesma bila dostupna na 
Ajtjuns
 platformi i premijerno izvedena u 
 Magazinu.
[
39
]
[
40
]
 Takođe je otkriveno da će i album imati naziv 
„
”
.
```

Drugi singl pod nazivom „Usual Suspects” je izdat 17. februara 2015. godine. Sledeći singl pod nazivom „” je objavljen 24. februara 2015. Album je izdat 31. marta 2015.
Dana 3. novembra 2015. Džoni 3 Tirs je tokom intervjua sa Louder Noise najavio da bend planira da besplatno izda mini-album od pesama koje prethodno nisu objavljene. Kako god, to se još nije dogodilo i mini-album više nije pomenut.

### (2017 - danas)
Dana 19. jula 2017.godine je objavljena pesma pod nazivom „California Dreaming”. Pesma je zvanično izdata 24. jula, kao vodeći singl na novom albumu „Five”. 25. avgusta, pesma „Whatever It Takes” je postavljena na zvaničan Jutjub kanal benda, a nakon nje i pesma „Renegade” 29. septembra. 10. oktobra, član benda Da Krlz je prijateljski napustio bend zbog želje da prati svoje lične interese. Četvrti singl „” je objavljen 13. oktobra. Novi video za pesmu „Black Cadillac” u kome učestvuje i B-Real je objavljen 2. decembra.
U intervjuu za DEAD PRESS! koji je održan dok je bend bio na Reading Festivalu 2018, Džej-Dog i Deni su potvrdili da imaju nameru da izdaju hevi pesmu koju su snimili i ima naziv „Bloody Nose”. U istom intervjuu, podelili su planove o snimanju i izdavanju šestog albuma početkom 2019.
Dana 20. oktobra 2018. objavljeno je da će Hollywood Undead izdati novi mini-album „Psalms” 2. novembra koji uključuje dve pesme koje su prethodno izdate u 2018, „Gotta let Go” i „Another Level” kao i prethodno najavljenu „Bloody Nose”.

## Članovi benda

### Trenutni članovi
- Džorel „Džej Dog” Deker - vokali, gitara, bas-gitara, klavijature, programiranje (2005—danas)
- Dilan „Fani Men” Alvarez - vokali (2005—danas)
- Džordž „Džoni 3 Tirs” Regan - vokali (2005—danas), bas-gitara (2013—danas)
- Džordon „Čarli Sin” Terel - vokali, gitara (2005—danas)
- Danijel „Deni” Muriljo - vokali (2009—danas), klavijature (2011—danas), gitara, bas-gitara (2013—danas)

### Bivši članovi
- „Šejdi” Džefri Filips - vokali, klavijature (2005—2007)
- Eron „Djus” Erlihmen - vokali, bas-gitara, klavijature (2005—2009)
- Metju „Da Krlz” Busek - vokali, bubnjevi, perkusije (2005—2017)

### Privremeni članovi na turnejama
- Glendon Krejn - bubnjevi, perkusije (2008-—2010)
- Deren Fajfer - bubnjevi, perkusije  (2010—2014)
- Tajler Mahurin - bubnjevi, perkusije (2014—2017)
- Met Olofson - bubnjevi, perkusije (2017—danas)

## Albumi
- (2008)
- (2011)
- (2013)
- (2015)
- (2017)
- New Empire Vol. 1 (2020)
- New Empire Vol. 2 (2020)

## Nagrade
| Godina | Nominovana numera | Nagrada                                           | Ishod    | Mesto |
| 2011   | „”                | AOL Radio: 10 najboljih rok pesama u 2011. godini | Osvojeno | peto  |
| ------ | ----------------- | ------------------------------------------------- | -------- | ----- |

## Spoljašnje veze
- Zvanični sajt Архивирано на веб-сајту  (27. април 2019)
- Zvanični VEVO jutjub kanal
- Majspejs profil benda